# 寺后坡石窟
寺后坡石窟，位于中国河北省邯郸市寺后坡村，为邯郸市峰峰矿区的一个省级文物保护单位，类型为石窟寺，公布时间为1982年7月23日。
寺后坡石窟的历史年代为北朝。